# Lambari d'Oeste
Lambari D'Oeste is een gemeente in de Braziliaanse deelstaat Mato Grosso. De gemeente telt 5.060 inwoners (schatting 2009).
De gemeente grenst aan Cáceres, Barra do Bugres, Mirassol d'Oeste, São José dos Quatro Marcos, Rio Branco (Mato Grosso), Curvelândia en Salto do Céu.